# Nieuwegein-Zuid (sneltramhalte)
Nieuwegein-Zuid is een van de haltes van de Utrechtse sneltram en is het eindpunt van tramlijn 20 in de Nederlandse gemeente Nieuwegein.
De halte ligt aan de tak naar Nieuwegein-Zuid van de Utrechtse sneltram. Het is vanaf Nieuwegein-Zuid gezien de eerste halte op de lijn. Deze halte heeft een eilandperron in plaats van twee zijperrons bij de tussenhaltes, sinds Nieuwegein-Zuid het eindpunt is van tramlijn 20.
De tramhalte ligt tegen het Winkelcentrum Hoog-Zandveld aan, in de gelijknamige wijk Hoog-Zandveld. Aan de overkant van de Zandveldseweg ligt het congres- en partycentrum 't Veerhuis.
In februari 2005 en in de zomer van 2020 zijn enkele haltes van deze tram gerenoveerd, zo ook halte Nieuwegein-Zuid.
P+R Science Park · WKZ/Máxima · UMC Utrecht · Heidelberglaan · Padualaan · De Kromme Rijn · Stadion Galgenwaard · Station Utrecht Vaartsche Rijn · CS Centrumzijde · CS Jaarbeursplein · Graadt van Roggenweg · 24 Oktoberplein-Zuid · Winkelcentrum Kanaleneiland · Vasco da Gamalaan · Kanaleneiland Zuid · P+R Westraven · Zuilenstein · Batau-Noord · Wijkersloot · Nieuwegein City · Merwestein · Fokkesteeg · Wiersdijk · Nieuwegein-Zuid